# Wang Feng

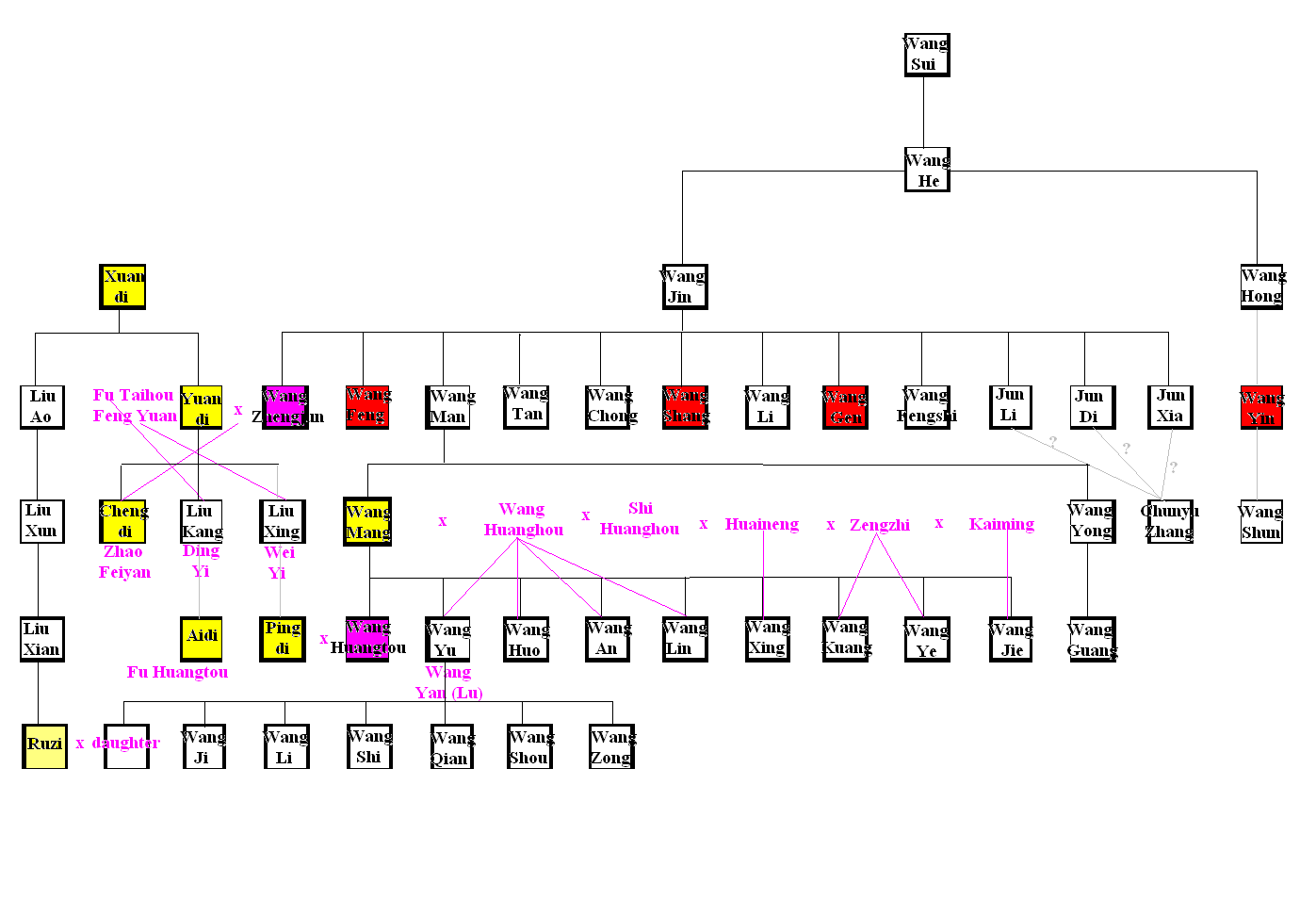
Stamboom van de familie Wang

Wang Feng (†22 v.Chr.) was een belangrijke Chinese functionaris uit de eerste eeuw v.Chr. en tussen 33 en 22 v.Chr. opperbevelhebber (Da Sima, 大司馬), de op dat moment belangrijkste hoffunctionaris in het keizerrijk. Hij wist, samen met zijn (volle) zus, keizerin Wang Zhengjun, de macht van zijn familie aan het keizerlijk hof te vestigen en te consolideren. Uiteindelijk werd hierdoor de machtsovername door zijn neef Wang Mang mogelijk.

## Biografie
Wang Feng was de oudste zoon van Wang Jin en oom van zowel keizer Cheng als van Wang Mang. In 42 volgde hij zijn vader op als 'markies van Yangping' (Yangping hou, 陽平侯). Direct na de troonsbestijging door Chengdi in 33 werd hij, met steun van (nu) keizerin-weduwe Wang Zhengjun benoemd tot opperbevelhebber (Da Sima, 大司馬) en bevelhebber van het leger (Da Jiangjun, 大將軍). Tevens kreeg hij de verantwoordelijk voor het keizerlijk secretariaat (shangshu, 尚書).
Wang Feng wist zijn macht uit te breiden door uitschakeling van mogelijke concurrenten. Xu Jia (許嘉), zwager van keizer Xuandi en sinds 41 Da Sima, trok zich in 30 terug. Liu Kang, vader van de latere keizer Ai werd vanwege zijn hechte band met zijn eigen halfbroer, keizer Cheng, gedwongen de hoofdstad te verlaten. De toegenomen macht van Wang Feng werd bekritiseerd door een aantal functionarissen. Hoewel Wang Zhang (王章), gouverneur van de hoofdstad (Jingzhao Yin, 京兆尹), maar geen lid van de familie van Wang Mang, zijn hoge positie aan Wang Feng te danken had, pleitte hij toch voor diens vervanging als keizerlijk adviseur (yushi Dafu, 御史大夫). Hij stierf in 24 in gevangenschap. Als waarschuwing voor de toegenomen macht van de familie Wang stelde de befaamde wetenschapper Liu Xiang een overzicht samen van natuurverschijnselen en voortekens, die sinds de Periode van Lente en Herfst waren beschreven. De waarschuwing van Liu Xiang voor de toegenomen macht van de Wang-clan was voor iedereen duidelijk. Zelfs keizer Cheng verdedigde Liu Xiang door te stellen dat hij zijn werk had samengesteld uit loyaliteit, maar ook hij kon niets veranderen aan de feitelijke invloed van de familie Wang.
Wang Feng had vóór zijn dood in 22 v.Chr. zijn neef Wang Yin aangewezen als nieuwe Da Sima. Wang Mang, die Wang Feng tijdens zijn ziekbed had verzorgd, werd door hem 'toevertrouwd' aan keizer Cheng en aan keizerin-weduwe Wang Zhengjun. Voor Wang Mang betekende dit het begin van zijn politieke loopbaan. Wang Feng werd als 'markies van Yangping' opgevolgd door zijn oudste zoon Wang Xiang.